# Копани (Шарангский район)
 Копани  — деревня в Шарангском районе Нижегородской области в составе  Щенниковского сельсовета .

## География
Расположена на расстоянии примерно 12 км на север от районного центра поселка Шаранга.

## История
Известна с 1873 года как починок Копанев, где было дворов 16 и жителей 102,  в 1905 (Копаневский ) 52 и 255, в 1926 (деревня Копани  или Копанево, Копанев) 64 и 321, в 1950 (Копани) 54 и 211.

## Население
Постоянное население составляло 115 человек (русские 73%, мари 27%) в 2002 году, 96 в 2010.